# Na Tum Jaano Na Hum
Pour plus de détails, voir Fiche technique et Distribution.
Na Tum Jaano Na Hum (ना तुम जानो ना हम) est un film indien réalisé par Arjun Sablok, sorti en 2002

## Synopsis
Esha est une jeune femme insouciante et gaie qui a su garder son âme d'enfant. Elle entretient une correspondance soutenue avec un jeune homme dont elle ne connait pas la vraie identité ni le vrai visage. Les courriers poétiques qu'ils échangent et dans lesquels ils parlent de leurs rêves les rapprochent petit à petit, d'autant plus qu'ils ont beaucoup de gouts communs... Son correspondant secret s'appelle en fait Rahul. C'est un garçon attentionné, pudique, réservé et rêveur... Il a un meilleur ami qui est tout son contraire, Akshay, un coureur indélicat qui a la mauvaise habitude de jouer avec les sentiments des filles et un penchant prononcé pour le mensonge et le je-m’en-foutisme...
Le temps passe, Esha est devenue une femme active et travaille dans la mode alors que Rahul continue sa passion pour la photographie... leur correspondance dure toujours et il ne connaissent pourtant toujours pas ni leurs noms, leurs vraies adresses, leurs visages...
Par un incroyable hasard Esha fait un jour appel à Rahul dans le cadre professionnel et réquisitionne ses talents de photographe. Évidemment à ce stade les deux ne savent pas à qui ils ont affaire... Elle lui présente sa famille et Rahul, avec sa gentillesse naturelle et son grand sens du contact, se fait apprécier de tous. Tous deux s'entendent pour le mieux bien que leurs cœurs respectifs aillent pour leur mystérieux correspondant. Esha apprend même que l'inconnu est dans sa ville, ce qui n'en finit pas de la faire tendrement rêver même s'il assure ne pas vouloir la presser pour qu'ils se rencontrent... Mais son père a pour elle des projets de mariage, qui viennent mettre un frein à ses espoirs secrets, d'autant plus que le futur époux, le fils d'une amie de la tante d'Esha, n'est autre qu'Akshay.

## Fiche technique
- Titre : Na Tum Jaano Na Hum
- Titre original : ना तुम जानो ना हम
- Réalisation : Arjun Sablok
- Scénario : Arjun Sablok
- Dialogues : Pratibha Acharya
- Musique : Rajesh Roshan et Raju Singh
- Photographie : Manoj Soni
- Montage : Shirish Kunder et Reupal D. Rawal
- Production : Vivek Singhania
- Société de production : PFH Entertainment
- Pays d'origine : Inde
- Langues : Hindi
- Format : Couleurs
- Genre : Comédie dramatique, film musical et romance
- Durée : 158 minutes
- Dates de sortie : 
  -  Inde : 10 mai 2002

## Distribution
- Hrithik Roshan : Rahul Sharma
- Saif Ali Khan : Akshay Kapoor
- Esha Deol : Esha Malhora
- Alok Nath : M. Malhotra, le grand-père d'Esha
- Smita Jaykar : la mère d'Akshaye
- Anang Desai : le père d'Akshaye
- Shilarna Vaze : Riya
- Ashima Bhalla : Tanya
- Moushumi Chatterjee : Mme. Malhotra, la mère d'Esha